# Les grans banyistes (Cézanne, Filadèlfia)
Les grans banyistes (títol original en francès Les Grandes Baigneuses) és un quadre del pintor francès Paul Cézanne fet entre 1899 i 1906 a l'oli sobre llenç. Mesura 208 cm d'alt i 251 cm d'ample. Actualment pertany a la col·lecció del Museu d'Art de Filadèlfia, als Estats Units.

## Característiques
És la tela més gran mai pintada per Cézanne, que la va treballar durant set anys a l'estudi que tenia a Lauves, i és la més treballada de les tres versions que es consideren conclusives del tema de les banyistes, tractat reiteradament pel pintor des de 1870 fins a la seva defunció el 1906. Malgrat tot, es creu que aquest quadre podria estar inacabat.
La gamma dels colors es redueix a tons sobris: ocre, malva i verd o blau verdós, amb una predominància de molts matisos grisos. Cal tenir present la gran vàlua que Cézanne donava al gris com a color difícil de tractar (“No s'és pintor fins que no s'ha pintat un gris.”), i en aquest sentit és un signe de maduresa de la seva evolució com a pintor.
El quadre es compon entorn de dos grups de figures de banyistes, entre les quals hi ha una taca blanca que podria ser un gos. Estan a la riba d'un riu, en el qual pot veure's a una figura nedant. Més enllà, en línia amb el gos i la nedadora, dues figures en l'altra riba; i, darrere d'ells, un castell. Hi ha dos grups d'arbres inclinats que formen una espècie de volta per alzina de les banyistes, i que s'obren a la llunyania, a una profunditat central.
Els quadres dels banyistes seran fonamentals per a la història posterior de l'art, influint profundament a tots els protagonistes de l'avantguarda, des de Matisse a Braque, de Picasso a Moore. Aquest estil final de Cézanne anuncia ja el cubisme.